# Чемпионат Вьетнама по волейболу среди мужчин
Чемпионат Вьетнама по волейболу среди мужчин — ежегодное соревнование мужских волейбольных команд Вьетнама. Организатором является Волейбольная федерация Вьетнама (вьет. Liên đoàn bóng chuyền Việt Nam). Проходит по системе «весна—осень» в двух дивизионах — Национальном чемпионате и классе А.

## Формула соревнований
Чемпионат в сезоне 2024 года включал два этапа — предварительный и плей-офф. На предварительной стадии 9 команд играли в один круг. Лучшие 4 команды вышли в плей-офф и разыграли награды чемпионата. Плей-офф прошёл в формате «финала четырёх» — два полуфинала и два финала (за 1-е и 3-е места).
В чемпионате 2024 приняли участие 9 команд: «Санест Кханьхоа» (Нячанг), «Бьен Фонг» (Ханой), «Тхе Конг Танканг» (Ханой), «ЛП Банк Ниньбинь» (Хоалы), «Дананг», «Лавье Лонган» (Танан), «Ханой», «Хатинь», «Виньлонг». Чемпионский титул выиграл «Бьен Фонг», победивший в финале «Санест Кханьхоа» 3:1. 3-е место занял «Тхе Конг Танканг».

## Чемпионы (с 2000)
- 2000 «Тхе Конг» Ханой
- 2001 «Тхе Конг» Ханой
- 2002 «Тхе Конг» Ханой
- 2003 «Тхе Конг» Ханой
- 2004 «Быу Дьен» Ханой
- 2005 «Тхе Конг» Ханой
- 2006 «Чанг Ан Ниньбинь» Ниньбинь
- 2007 «Тхе Конг» Ханой
- 2008 «Санест Кханьхоа» Нячанг
- 2009 «Сао Ванг Бьен Фонг» Ханой
- 2010 «Чанг Ан Ниньбинь» Ниньбинь
- 2011 «Сакомбанк Бьен Фонг»[1] Ханой
- 2012 «Чанг Ан Ниньбинь» Ниньбинь
- 2013 «Дык Лонг Залай» Залай
- 2014 «Тхе Конг» Ханой
- 2015 «ТП Хошимин» Хошимин
- 2016 «Тхе Конг» Ханой
- 2017 «Санест Кханьхоа» Нячанг
- 2018 «ТП Хошимин» Хошимин
- 2019 «ТП Хошимин» Хошимин
- 2020 «Санест Кханьхоа» Нячанг
- 2021 «Чанг Ан Ниньбинь» Ниньбинь
- 2022 «Чанг Ан Ниньбинь» Ниньбинь
- 2023 «Санест Кханьхоа» Нячанг
- 2024 «Бьен Фонг»[1] Ханой